# アマゾンクリニック
Amazon Clinic（アマゾンクリニック）は、オンラインでの診察サービスを提供しているAmazonの子会社である。2024年6月27日、Amazonは、アマゾンクリニックと2023年に買収した対面式の医療サービスを提供するOne Medicalの事業を統合すると発表し、Amazon One Medicalへ名称が変更された。

## 歴史
2022年11月、全米50州とワシントンDCの18歳から64歳を対象にサービスが開始された。 34州の顧客は、にきび、結膜炎、片頭痛、勃起不全など20の一般的な症状について、メッセージングを利用して医師に相談することができる。 医師との相談が終わると、患者はAmazon Pharmacyで処方箋を記入して宅配することができる。
2023年8月1日、アマゾンクリニックは全国でビデオ診察を可能にした。アマゾンクリニックはサードパーティ・ベンダーを利用し、現在のところ健康保険には対応していない。 また、顧客は診察前に医療費を確認することができる。 プライバシー擁護団体は、Amazonが顧客の医療情報を悪用する可能性について懸念を表明している。
2024年6月27日、Amazonは、アマゾンクリニックと2023年に買収した対面式の医療サービスを提供するOne Medicalの事業を統合すると発表し、Amazon One Medicalへ名称が変更された。